# Grand Slam Cup
De Grand Slam Cup  is een voormalig tennistoernooi georganiseerd door de  ITF dat tussen 1990 en 1999 plaatsvond op indoor tapijtbanen in de Olympiahalle te München.
Het deelnemersveld van het toernooi werd samengesteld naar aanleiding van de prestaties op de Grandslamtoernooien. Voor de mannen werd het toernooi georganiseerd van 1990 tot en met 1999. Voor de dames was er enkel een toernooi in 1998 en 1999. Na 1999 ging het toernooi samen met de ATP Tour World Championships op in de Tennis Masters Cup

## Finales

### Enkelspel mannen
| Jaar | Kampioen         | Verliezend finalist | Score in de finale          |
| ---- | ---------------- | ------------------- | --------------------------- |
| 1999 | Greg Rusedski    | Tommy Haas          | 6-3, 6-4, 6-7(5), 7-6(5)    |
| 1998 | Marcelo Ríos     | Andre Agassi        | 6-4, 2-6, 7-6(1), 5-7, 6-3  |
| 1997 | Pete Sampras     | Patrick Rafter      | 6-2, 6-4, 7-5               |
| 1996 | Boris Becker     | Goran Ivanišević    | 6-3, 6-4, 6-4               |
| 1995 | Goran Ivanišević | Todd Martin         | 7-6(4), 6-3, 6-4            |
| 1994 | Magnus Larsson   | Pete Sampras        | 7-6(6), 4-6, 7-6(5), 6-4    |
| 1993 | Petr Korda       | Michael Stich       | 2-6, 6-4, 7-6(5), 2-6, 11-9 |
| 1992 | Michael Stich    | Michael Chang       | 6-2, 6-3, 6-2               |
| 1991 | David Wheaton    | Michael Chang       | 7-5, 6-2, 6-4               |
| 1990 | Pete Sampras     | Brad Gilbert        | 6-3, 6-4, 6-2               |

### Enkelspel vrouwen
| Jaar | Kampioen        | Verliezend finalist | Score in de finale |
| ---- | --------------- | ------------------- | ------------------ |
| 1999 | Serena Williams | Venus Williams      | 6-1, 3-6, 6-3      |
| 1998 | Venus Williams  | Patty Schnyder      | 6-2, 3-6, 6-2      |

ITF-toernooien (mannen en vrouwen)

ATP-toernooien (mannen) – ATP-seizoen 2025

WTA-toernooien (vrouwen) – WTA-seizoen 2025

Voormalige toernooien mannen
Voormalige toernooien vrouwen
Voormalige amateurtoernooien